# Station Karangsari (Midden-Java)
Karangsari is een spoorwegstation in de Indonesische provincie Midden-Java.